# Congressi provinciali
I Congressi provinciali furono organi legislativi extra-legali istituiti in dieci delle Tredici Colonie all'inizio della Rivoluzione Americana. Alcuni erano chiamati Congressi, mentre altri utilizzavano termini diversi per indicare un organismo simile. Questi organismi vennero generalmente rinominati o sostituiti con altri organismi quando le province si dichiararono stati.

## Organo
Il governo coloniale in America era un sistema di governo modellato su quello britannico dell'epoca, con il re corrispondente al governatore, la Camera dei Comuni all'assemblea coloniale e la Camera dei Lord al consiglio del governatore. Le assemblee coloniali ritenevano che il Parlamento britannico non avesse l'autorità di imporre loro tasse (o altre leggi), ma che fosse compito dell'assemblea coloniale decidere cosa dovesse essere imposto ai coloni (la lettera circolare del Massachusetts fu un esempio di questo argomento). Legalmente, l'autorità del governatore nominato dalla Corona era indiscutibile, ma le assemblee iniziarono a resistere ai tentativi di alcuni governatori e funzionari reali di far rispettare le leggi del Parlamento o di aumentare le tasse locali che i governatori richiedevano. Nel resistere a tale autorità, le assemblee ricorsero ad argomenti basati sui diritti naturali e sul bene comune, dando vita all'idea che i governi derivassero, o dovessero derivare, la loro autorità dal consenso dei governati.
Prima della Rivoluzione Americana, nelle Tredici Colonie vennero formati i comitati di corrispondenza come governi ombra. Durante il Primo congresso continentale (nel 1774), furono istituiti i comitati di ispezione per far rispettare il boicottaggio commerciale dell'Associazione Continentale con la Gran Bretagna in risposta alle Leggi intollerabili del Parlamento Britannico. Entro il 1775, i comitati erano diventati contro-governi che gradualmente sostituirono l'autorità reale e presero il controllo dei governi locali. Conosciuti come Comitati di sicurezza, regolavano l'economia, la politica, la moralità e la milizia delle singole comunità.
Dopo il Proclama di Ribellione e il discorso del Re al Parlamento (27 ottobre 1775), le colonie si mossero verso l'indipendenza.
I governi provvisori iniziarono a creare nuove costituzioni e governi statali. I comitati di sicurezza furono un risultato successivo dei comitati di corrispondenza. Si trattava di organi esecutivi che governavano durante le sospensioni delle assemblee provinciali o dei congressi, erano da essi creati e traevano la loro autorità.
In alcune colonie i cambiamenti nelle assemblee furono scarsi o nulli fino all'acquisizione dello status di stato. Non avevano bisogno di un organo legislativo provvisorio poiché i loro governatori non scioglievano né impedivano alle assemblee legislative di riunirsi. Questo era il caso delle colonie con più autonomia, come Connecticut e Rhode Island, che eleggevano governatori coloniali allineati alle loro assemblee. (Il governatore del Connecticut, Jonathan Trumbull, e il governatore del Rhode Island, Nicholas Cooke, servirono come ultimi governatori coloniali e primi governatori statali). La colonia del Delaware era una colonia proprietaria sotto il governatore John Penn della Provincia della Pennsylvania, che comprendeva le "Lower Counties of the Delaware", ma manteneva un'assemblea del Delaware separata. In generale, le veniva concessa una maggiore indipendenza d'azione rispetto ad altre colonie.